# Wolfram P. Kastner

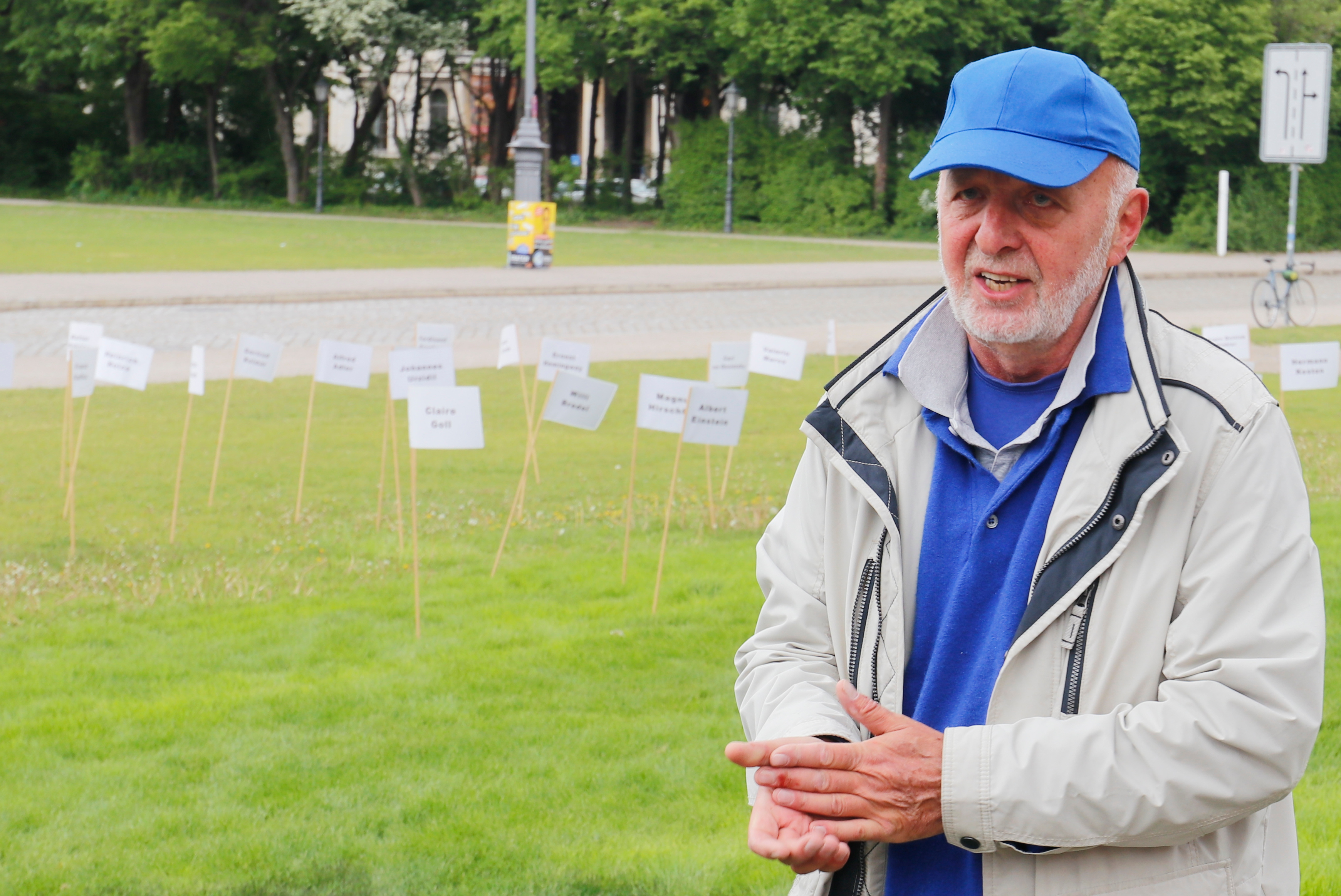
Wolfram Kastner el 2019

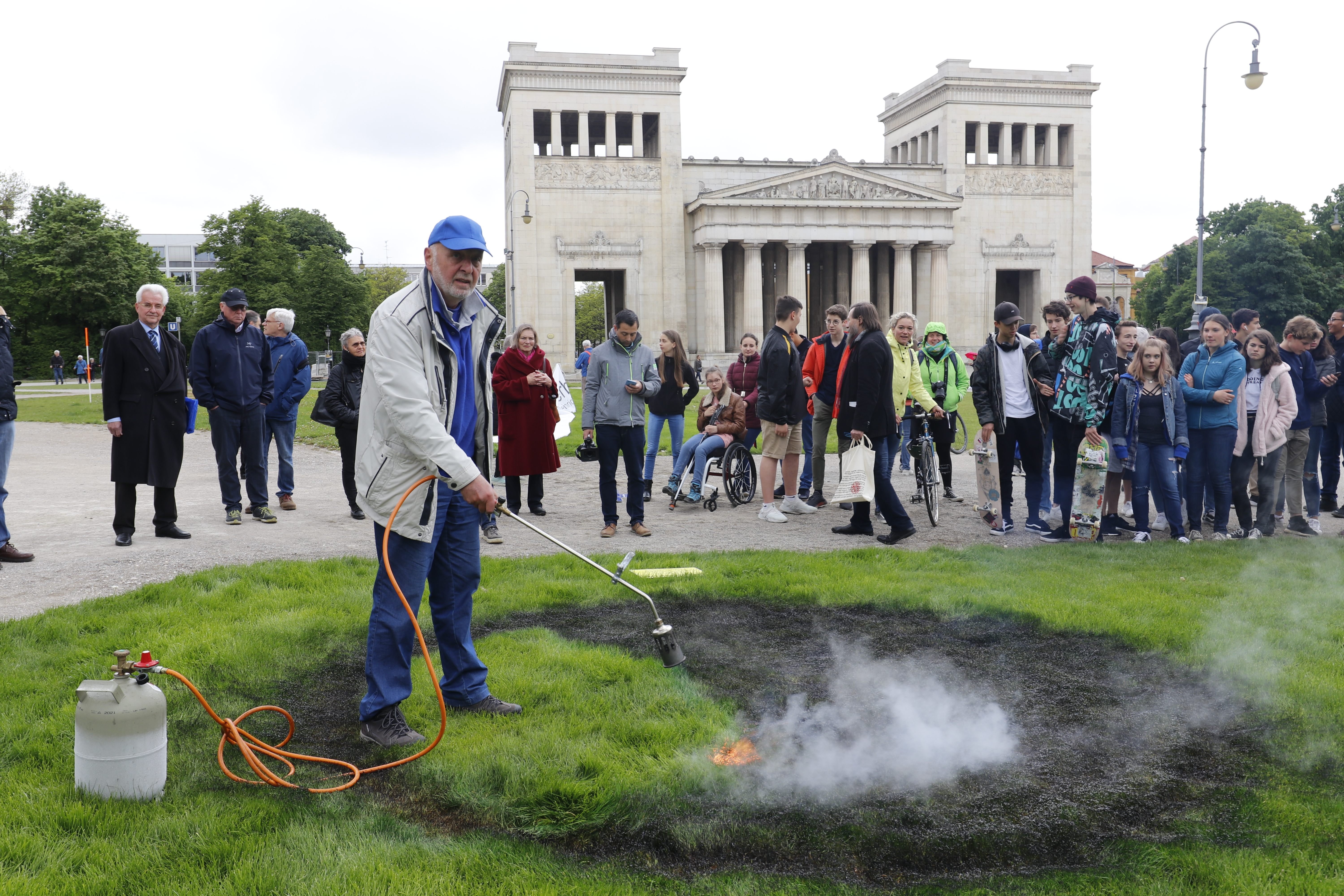
Kastner creant la Brandspur a la Königsplatz de Múnic el 2019

Wolfram P. Kastner (Múnic, 23. d'abril de 1947) és un artista alemany, les obres d'acció del qual tracten sobretot temes polítics i històrics, especialment l'època del nazisme a Alemanya i Àustria. El seu treball se centra en la pintura i el dibuix, les sèries fotogràfiques, les instal·lacions i els objectes artístics.

## Trajectòria
De 1966 a 1972 Kastner va estudiar a l'Acadèmia de Belles Arts, amb Franz Nagel i Robert Jacobsen, i a la Universitat de Múnic.
Die Spur der Bücher, («El rastre dels llibres») és una de les seves accions més famoses i rememora la crema de llibres a Alemanya el 1933. Les seves accions provoquen sovint admiració i reconeixement, així com conflictes amb l'administració, la policia i el poder judicial.
Kastner és membre del consell assessor científic de la Fundació Giordano Bruno i membre de l'Associació d'Artistes Alemanys.
Kastner és membre del consell assessor científic de la Fundació Giordano Bruno i membre de l'Associació d'Artistes Alemanys.

## Exposicions

### Exposicions en solitari
- 1980: Galerie Klaus Lea, München
- 1981: Sisyphos streikt, Galerie van de Loo, München
- 1982: Politische Grafik, Kunstverein Erlangen
- 1985: Galerie Wolfgang Gmyrek, Düsseldorf[5]
- 1991: Flags und A Shadow of Beauty, Verein für Original-Radierung, München
- 1994: realitäten, Galerie 5020, Salzburg
- 1994: Container Ordnung, Kunstverein, München
- 1995: Vergessen – eine Straße, mit F. Kochseder, München und Dachau
- 1996: wie Gras über die Geschichte wächst, gezeigt im Haus der Kunst, München, sowie in Wuppertal
- 1998: Brandspur Heidelberg, Kunstverein Heidelberg
- 1998: Brandspur Mannheim, Mannheimer Kunstverein
- 1999–2000: SSehStörung, gezeigt in der Galerie 5020, Salzburg sowie im Europäischen Parlament, Strassburg
- 2000: Positionen zeitgenössischer Kunst zur Erinnerung, Oberösterreichisches Landesmuseum, Linz
- 2000 SäulenOrdnung, Artothek München
- 2000 Schicksal (un)bekannt (mit Christian Lehsten), Christuskirche München und KZ-Gedenkstätte Dachau
- 2001 Rückgabe, Galerie 5020, öffentlicher Raum in Salzburg mit Martin Krenn
- 2003 BunkerOrdnung Kunstbunker Tumulka, München
- 2003 (Un)freiwillig komisch, Karl-Valentin-Musäum (heute Valentin-Karlstadt-Musäum), München

### Participació en exposicions col·lectives
- 1982: Neuerwerbungen, Lenbachgalerie
- 1988: Die Freiheit erhebt ihr Haupt, Kunstverein München
- 1991: Fahne, Kunstverein Landau, Kaiserslautern, Frankfurt (Oder), Wrocław u. a.
- 1996–98: An der Grenze des Erlaubten (Kunst und Zensur), Universitätskulturzentrum Klagenfurt, Graz, Innsbruck, Linz, Salzburg u. a.
- 1998: Zeitgenössische Kunst, Erwin von Kreibig-Museum, München
- 2000: vor mehr als einem halben Jahrhundert – Positionen zeitgenössischer Kunst zur Erinnerung, Landesgalerie im Oberösterreichischen Landesmuseum, Linz[6]
- 2001: unmögliche Kunst Maximilianeum München (kuratiert zusammen mit Günther Gerstenberg)
- 2017: After the Fact. Propaganda im 21. Jahrhundert. Kunstbau, Lenbachhaus, München, mit der Arbeit Schöner Wohnen (2004)[7]

### Accions
- 1982: Abrüstungs-Rüstungskonversion, Gestaltung einer Werbewand an der Bundeswehrhochschule, Neubiberg.
- 1986: Denk-Loch, Kunstaktion Kurt Eisner, mit E. Zylla.
- 1987: Künstler gegen Volkszählung, Gestaltung einer Plakatwand in München Schwabing.
- 1988: Stein des Anstoßes, Kunstaktion mit Errichtung eines Denksteins, Polizeiaktion, Beschlagnahme und Ermittlung durch den Staatsanwalt.
- 1993: Nur der Wachmann schaut zu, Kunstaktion im Justizgebäude in München (die Todesurteile gegen Mitglieder der "weißen Rose" wurden dort gefällt) mit Unterbrechung durch 6 Justizbeamte, seitdem eine bronzene Gedenktafel, am Hauptportal.
- 1993: Wir erinnern, Performance zur Erinnerung an die Pogrome vom 9. November 1938 in der F, mit Beendigung durch die Polizei und Ermittlung durch den Staatsanwalt.
- 1994: schwarzes blut, Erinnerungsperformance für Gustav Landauer
- 1995: Weiße Fahne, Tag der Befreiung, Marienplatz, München.
- 1995: Brandspur, Erinnerung an die Bücherverbrennung auf dem Münchner Königsplatz vom 10. Mai 1933.[8][9] Die Aktion wird seit 2013 jährlich wiederholt, nachdem frühere Forderungen des Künstlers nach einer Erneuerung des Brandflecks abgelehnt worden waren.[10]
- 1999: ElserSpuren, Hinzufügung des Namens von Georg Elser auf einem 1969 von Leo Kornbrust geschaffenen und 1996 im Münchener Hofgarten aufgestellten Granitwürfel zum Gedenken der Widerstandsgegner des NS-Regimes[11]
- 2006: Scherenschnitt, Aktion am 1. November am Salzburger Kommunalfriedhof mit Scherenschnitt der SS-Kranzschleife.
- 2006: Weg mit dem Konkordat, eine Aktion von W. P. Kastner mit Georg Ledig, Abbruch durch Staatsschutz und Ermittlung durch den Staatsanwalt, Freispruch am Verwaltungsgericht München.
- 2013: Würdigung und Rehabilitation der in Eichstätt unschuldig wegen „Hexerey“ Ermordeten, Schreiben vom 25. März 2013 an Bischof Gregor Maria Hanke Eichstätt
- 2013: Projekt Weiße Koffer zur Erinnerung an jüdisches Leben in Neuhausen[12]
- seit 2014: Proteste gegen die Ehrung von Paul von Hindenburg in Dietramszell.[13]
- seit 2015 Aktionen gegen den Kenotaph von Alfred Jodl auf der Fraueninsel im Chiemsee[14][15]

### Premis
- 2005: Obermayer German Jewish History Award